# The Ugly Truth
The Ugly Truth (La cruda verdad en Hispanoamérica y La cruda realidad en España) es una película estadounidense del género de comedia romántica protagonizada por Katherine Heigl y Gerard Butler. El filme se estrenó en Norteamérica el 14 de julio de 2009.

## Sinopsis
Abby Richter (Katherine Heigl) es una productora de televisión en Sacramento, California. Cuando regresa a casa tras una cita a ciegas fracasada, por casualidad ve un programa en la televisión local, "La cruda verdad", presentado por Mike Chadway (Gerard Butler), cuyo cinismo al hablar de las relaciones mueve a Abby a llamar al programa en directo para discutir con él. Al día siguiente se entera de que la cadena en la que trabaja amenaza con cancelar su programa por las malas cifras de audiencia, por lo que el dueño de la cadena contrata a Mike para que mejore la cuota de espectadores.
Al principio su relación es áspera, Abby cree que Mike es repugnante y Mike opina que Abby es una obsesionada por el orden. Sin embargo, cuando ella conoce al hombre de sus sueños, un médico llamado Collin (Eric Winter), Mike le convence para que ella siga sus consejos para conquistarlo.

## Reparto
| Actor                | Personaje      |
| -------------------- | -------------- |
| Katherine Heigl      | Abby Ritcher   |
| Gerard Butler        | Mike Chadway   |
| Eric Winter          | Colin Anderson |
| Cheryl Hines         | Georgia        |
| John Michael Higgins | Larry          |
| Bree Turner          | Joy            |
| Kevin Connolly       | Jim            |
| Yvette Nicole Brown  | Dori           |
| Nick Searcy          | Stuart         |

## Doblaje
| Personaje              | Actor original       | Actor de doblaje  |
| ---------------------- | -------------------- | ----------------- |
| Abigail "Abby" Richter | Katherine Heigl      | Yamila Garreta    |
| Mike Chadway           | Gerard Butler        | Ignacio de Anca   |
| Collin                 | Eric Winter          | Gustavo Ciardullo |
| Larry                  | John Michael Higgins | Dany de Álzaga    |
| Stuart                 | Nick Searcy          | Ariel Abadi       |
| Jim Ryan               | Kevin Connolly       | Ariel Cister      |
| Dori Coleman           | Yvette Nicole Brown  | Mara Campanelli   |
| Vendedora              | Vicki Lewis          | Noelia Culshaw    |

## Producción
El filme fue producido por los creadores de Legally Blonde y escrito por un equipo de 3 mujeres.

### Escenarios de rodaje
La cinta se filmó mayoritariamente en California, incluyendo Sacramento, Los Ángeles y San Pedro.

## Banda sonora
| Pista | Título                          | Intérprete           |
| ----- | ------------------------------- | -------------------- |
| 1     | "Hot 'n' Cold"                  | Katy Perry           |
| 2     | "Cafe Metropole"                | Rick Krive           |
| 3     | "Catz Meow"                     | Scott Robinson       |
| 4     | "Solo Violin 2"                 | Daniel May           |
| 5     | "Everybody Got Their Something" | Nikka Costa          |
| 6     | "Pocketful of Sunshine"         | Natasha Bedingfield  |
| 7     | "Under the Covers"              | Josh Kelley          |
| 8     | "Soluna"                        | Los Pinguos          |
| 9     | "De Vez en Cuando"              | Los Pinguos          |
| 10    | "El Gitano del Amor"            | Latin Soul Syndicate |
| 11    | "Chainsaw"                      | Daniel Merriweather  |
| 12    | "Right Round"                   | Flo Rida feat. Ke$ha |

## Acogida

### Crítica
En Rotten Tomatoes, la película recibió una crítica desfavorable con un total de 16% de votos (de un total de 131) que aprobaron la película (7 de agosto de 2009), frente al 64% de aprobados de la comunidad del sitio. La opinión del crítico de Rolling Stone, Peter Travers, le dio a la película media estrella de un total de 4.
El A.V. Club le dio un suspenso. Mientras que el crítico del Chicago Sun-Times, Roger Ebert le dio 2 de 4 estrellas.

### Recaudación
La película se estrenó en el tercer puesto de taquilla tras Harry Potter y el misterio del príncipe (en su segundo fin de semana) y la recién estrenada G-Force—con 27.605.576 dólares y la mayor media por sesión entre los 10 primeros. A 24 de septiembre de 2009 la película ya había recaudado 88.440.877 dólares en los EE. UU. y 16.712.190 en el extranjero para totalizar 105.153.067.

## Edición de video
La edición en formato DVD y Blu-Ray está disponible en Estados Unidos desde el 10 de noviembre de 2009.